# Bethalus gorongozae
Bethalus gorongozae là một loài chân đều trong họ Armadillidae. Loài này được Barnard miêu tả khoa học năm 1960.